# Festuca mekiste
Festuca mekiste är en gräsart som beskrevs av Clayton. Festuca mekiste ingår i släktet svinglar, och familjen gräs. Inga underarter finns listade i Catalogue of Life.